# Franklin Mirabal
Franklin Heriberto Mirabal Rosario (Santo Domingo, 7 de agosto de 1967) más conocido como Franklin Mirabal es un periodista deportivo dominicano especializado en béisbol.

## Estudios
Mirabal estudió periodismo en la Universidad O&M, se graduó de inglés y estudió Locución en el Instituto Nacional de Locución de la República Dominicana.

## Trayectoria profesional
Su trabajo ha sido de manera simultánea en la radio, televisión, prensa escrita e internet.

### Prensa escrita
En la prensa escrita trabajó sus primeros tres años en el Listín Diario, luego pasó a El Nacional donde duró cinco años, regresó al Listín por otro año.Actualmente es editor deportivo del periódico Hoy.

### Televisión
En la televisión produce su espacio Impacto Deportivo, que desde 1996 se transmitió en Telesistema 11, luego pasó a Teleantillas, y volvió a Telesistema 11. Ha transmitido para la televisión local: Pelota Invernal, Series del Caribe y desde Estados Unidos Juegos de Estrellas y Series Mundiales de Grandes Ligas.

### Radio
En la Radio produce su popular y polémico programa "Impacto Deportivo" transmitido por Caliente 104.1FM.
El programa se transmitía inicialmente en AM por las emisoras HIN, HIZ 730, Radio Continental y Onda Musical, luego pasa a transmitirse en FM por Rumba FM.

## Libros
Sus tres primeros libros fueron Los 50 mejores, Los 25 mejores e Increíble. Su cuarto libro, Los 100 grandes, fue lanzado el 19 de septiembre de 2010.
En septiembre de 2011, adquirió los derechos para editar el libro "Libro Serie del Caribe Santo Domingo 2012", que trata sobre la historia de la Serie del Caribe y está enfocado principalmente en sucesos relacionados con Santo Domingo, República Dominicana. Mirabal presentó los primeros ejemplares del libro en enero de 2012.

## Premios
Ha sido merecedor de varios premios por su labor como locutor y comentarista deportivo, entre ellos:
Cinco Micrófonos de Oro como mejor comentarista y narrador.

De parte de la Asociación de Cronistas Deportivos ha sido premiado como:
- Tres veces "Periodista del Año en Radio"
- Dos veces "Periodista del Año en TV"
- " Dos veces cronista del Año"
- "Editor Deportivo del Año"
- "Periodista del Año en Prensa Escrita"